# Carl Wilson (album)
| Recensione | Giudizio |
| ---------- | -------- |
| AllMusic   |          |

Carl Wilson è il primo album discografico solistico di Carl Wilson, pubblicato dall'etichetta discografica Caribou Records nel febbraio del 1981.

## Tracce

### LP
Tutti i brani composti da Carl Wilson e Myrna Smith, eccetto dove indicato
Lato A
1. Hold Me – 4:04
2. Bright Lights – 3:49
3. What You Gonna Do About Me? – 4:24
4. The Right Lane – 5:19

Lato B
1. Hurry Love – 4:42
2. Heaven – 4:22 (Carl Wilson, Myrna Smith, Michael Sun)
3. The Grammy – 3:03
4. Seems So Long Ago – 4:54

## Musicisti
Hold Me
- Carl Wilson - voce, chitarre, cowbell
- Myrna Smith - voce
- John Daly - chitarra solista, chitarra slide
- J.W.G. (James William Guercio) - basso
- James Stroud - batteria

Bright Lights
- Carl Wilson - accompagnamento vocale-cori, chitarre
- Myrna Smith - accompagnamento vocale-cori
- J.W.G. (James William Guercio) - basso, percussioni
- James Stroud - batteria

What You Gonna Do About Me?
- Carl Wilson - accompagnamento vocale-cori, chitarre, sintetizzatore, organo
- Myrna Smith - accompagnamento vocale-cori
- J.W.G. (James William Guercio) - basso, percussioni
- James Stroud - batteria

The Right Lane
- Carl Wilson - accompagnamento vocale-cori, chitarra
- Myrna Smith - accompagnamento vocale-cori
- John Daly - chitarra solista
- Gerald Johnson - basso
- Alan Krigger - batteria, syn-drome, tambourine
- J.W.G. (James William Guercio) - percussioni

Hurry Love
- Carl Wilson - voce, accompagnamento vocale-cori, chitarra elettrica
- Myrna Smith - accompagnamento vocale-cori
- John Daly - chitarra elettrica
- J.W.G. (James William Guercio) - chitarre acustiche, percussioni
- Gerald Johnson - basso
- Alan Krigger - batteria

Heaven
- Carl Wilson - voce, accompagnamento vocale-cori, chitarre
- Myrna Smith - accompagnamento vocale-cori
- John Daly - chitarra pedal steel
- J.W.G. (James William Guercio) - basso, percussioni
- James Stroud - batteria

The Grammy
- Carl Wilson - accompagnamento vocale-cori, chitarre elettriche, chitarra acustica
- Myrna Smith - accompagnamento vocale-cori
- J.W.G. (James William Guercio) - chitarra acustica, basso
- Randy McCormick - clarinetto
- James Stroud - batteria, tambourine, shaker

Seems So Long Ago
- Carl Wilson - accompagnamento vocale-cori, chitarra acustica
- Myrna Smith - accompagnamento vocale-cori
- Randy McCormick - pianoforte elettrico
- Joel Perskin - sassofono (solo)
- J.W.G. (James William Guercio) - basso, percussioni
- James Stroud - batteria

Note aggiuntive
- James William Guercio - produttore
- Registrazioni effettuate dal settembre al dicembre del 1980 al Caribou Ranch di Nederland, Colorado (Stati Uniti)
- Mixaggio effettuato nel gennaio del 1981
- Wayne Tarnowski - ingegnere delle registrazioni
- David Gino Giorgini - assistente ingegnere delle registrazioni
- Mastering effettuato al Sterling Sound da Greg Calbi[2][3]

## Classifica
Album
| Anno | Classifica    | Posizione raggiunta |
| ---- | ------------- | ------------------- |
| 1981 | Billboard 200 | 185                 |

Singoli
| Anno | Titolo del brano | Classifica         | Posizione raggiunta |
| ---- | ---------------- | ------------------ | ------------------- |
| 1981 | Heaven           | Adult Contemporary | 20                  |